# ノーサンバーランド (ペンシルベニア州)
ノーサンバーランド (Northumberland) は、アメリカ合衆国ペンシルベニア州ノーサンバーランド郡にある町である。2000年現在の人口は3,714人。

## 地理
ノーサンバーランドは北緯40度53分38秒、西経76度47分46秒にある。アメリカ国勢調査局によると、ノーサンバーランドの総面積は4.1km2で、すべて陸地である。

## 人口
2000年の国勢調査によると、ノーサンバーランドの人口は3,714人であり、1,657世帯、1,045家族が居住している。人口密度は 1平方キロメートルあたり913.4人である。1,772軒の家があり、1平方キロメートルあたり435.8軒の家が建っている。町の人種構成は、98.38%が白人、0.73%が黒人ないしアフリカ系アメリカ人、0.13%がアメリカ先住民、0.19%がアジア人、0.00%が太平洋諸島系、0.40%がその他の人種であり、0.16%は混血である。人口の0.62%はラテン系である。
全世帯の25.9%には18歳未満の子供が同居しており、50.3%は夫婦で一緒に生活している。10.3%は夫のいない女性が世帯主であり、36.9%は独身である。全世帯の32.0%は一人暮らしであり、13.3%が65歳以上である。平均世帯人数は2.22人、平均家族人数は2.79人である。
ノーサンバーランドの人口は、21.7%が18歳未満、18歳以上24歳以下が6.7%、25歳以上44歳以下が29.2%、45歳以上64歳以下が24.2%、65歳以上が18.2%である。年齢の中央値は39歳である。女性100人に対して男性は90.1人であり、18歳以上の100人の女性に対して男性は85.8人である。
町の1世帯あたりの平均収入は31,891ドルであり、1家族あたりの平均収入は38,807ドルである。男性の平均収入が31,162ドルに対し、女性の平均収入は22,203ドルである。1人あたりの収入は18,229ドルである。人口の7.7%（全家族の4.5%）が極貧層である。18歳以下の住民の7.7%、65歳以上の住民の6.8%は貧しい生活を送っている。